# Saticoy (California)
Saticoy es un lugar designado por el censo ubicado en el condado de Ventura en el estado estadounidense de California. En el año 2010 tenía una población de 1.029 habitantes.

## Geografía
Saticoy se encuentra ubicado en las coordenadas 34°16′54.99″N 119°8′42.84″O / 34.2819417, -119.1452333.